# Temalacaco
Temalacaco är en ort i Mexiko.   Den ligger i kommunen Axtla de Terrazas och delstaten San Luis Potosí, i den sydöstra delen av landet, 220 km norr om huvudstaden Mexico City. Temalacaco ligger 114 meter över havet och antalet invånare är 1 613.
Terrängen runt Temalacaco är kuperad åt sydväst, men åt nordost är den platt. Runt Temalacaco är det ganska tätbefolkat, med 179 invånare per kvadratkilometer. Närmaste större samhälle är Tamazunchale, 18,1 km söder om Temalacaco. Omgivningarna runt Temalacaco är en mosaik av jordbruksmark och naturlig växtlighet.